# Капиллярная трубка
- 1 - Испаритель в камере охлаждения (или заморозки)
- 2 - Радиатор (конденсатор)
- 3 - Фильтр
- 4 - Капиллярная трубка.
- 5 - Компрессор.

- 1 - Испаритель в камере охлаждения (или заморозки)
- 2 - Радиатор (конденсатор)
- 3 - Фильтр
- 4 - Капиллярная трубка.
- 5 - Компрессор.

Капиллярная трубка холодильника (капиллярный трубопровод) — важнейшая деталь в устройстве холодильного агрегата. Она представляет собой прибор, предназначенный для передачи хладагента в испаритель. Капиллярная трубка является трубопроводом, создающим разницу в давлении между испарителем и конденсатором. Таким образом, становится возможной подача в испаритель именно такого количества хладагента, которое необходимо для эффективного охлаждения воздуха внутри камер. При остановках компрессора капиллярная трубка уравнивает давление в холодильнике, снижая нагрузку на электродвигатель и препятствуя его быстрому сгоранию.